# 김재형 (법조인)
김재형(金哉衡, 1965년 1월 23일 ~ )은 대한민국의 대법관이다. 본관은 김해이며, 전라북도 임실군 출신이다.

## 생애
1986년 사법시험에 합격한 후 1992년 판사로 임관한 지 3년 만에 서울대학교 법과대학 교수로 이직하여 민사법을 연구하고 강의했다.
2016년 9월 양승태 대법원장이 이인복 대법관 후임으로 박근혜 대통령에게 대법관 임명제청을 하여 국회 인사청문회를 통해 대법관에 임명되었다. 학계 출신의 대법관 후보자가 거론될 때마다 후보자로 거론되어 왔던 민사법 전공이며 단순히 민법학에 그치지 않고 도산법, 비교법 등에서 연구활동과 실무 경험이 있다. 김재형 대법관이 주심 대법관으로 참여한 성완종 리스트의 홍준표, 이완구 피고인 사건에 대해 무죄를 확정했다.

## 학력
- 1980년 ~ 1983년 명지고등학교
- 1983년 ~ 1987년 서울대학교 사법학과 학사
- 1988년 ~ 1991년 서울대학교 대학원 법학 석사
- 1991년 ~ 1997년 서울대학교 대학원 법학 박사

## 경력
- 2024년 1월 ~ 한국민사법학회 회장
- 2023년 7월 ~ 공정거래위원회 약관심사자문위원회 위원장
- 2023년 6월 ~ 법무부 민법개정위원회 검토위원장
- 2023년 4월 ~ 한국신문윤리위원회 위원장
- 2023년 3월 ~ 서울대학교 법학전문대학원 교수
- 2020년 8월 ~ 2022년 8월 대법원 민사실무연구회 회장
- 2018년 1월 ~ 2022년 6월 대법원 비교법실무연구회 회장
- 2016년 9월 ~ 2022년 9월 대법원 대법관
- 2013년 ~ 2016년 법원행정처 회생파산위원회 위원
- 2010년 ~ 2016년 법무부 채무자 회생 및 파산에 관한 법률 개정위원회 위원
- 2009년 3월 ~ 2016년 9월 서울대학교 법학전문대학원 교수
- 2009년 2월 ~ 2014년 2월 법무부 민법개정위원회 위원
- 2008년 ~ 2009년 법무부 동산·채권의 담보에 관한 특례법 재정 특별분과위원회 위원
- 2006년 10월 서울대학교 법과대학 교수
- 2001년 10월 서울대학교 법과대학 부교수
- 1997년 10월 서울대학교 법과대학 조교수
- 1995년 9월 서울대학교 법과대학 전임강사
- 1995년 3월 ~ 1995년 8월 서울지방법원 판사
- 1994년 3월 ~ 1995년 2월 서울민사지방법원 판사
- 1992년 3월 ~ 1994년 2월 서울지방법원 서부지원 판사
- 1989년 3월 ~ 1992년 2월 대한민국 공군 법무관
- 1987년 3월 ~ 1989년 2월 제18기 사법연수원
- 1986년 10월 제28회 사법시험 합격

## 저서
- <민법판례분석>
- <민법론5>
- <계약법>
- <물권법>
- <민법총칙>
- <언론과 인격권>
- <민법론1~4>

## 수상
- 2011년 제48회 법의 날 홍조근정훈장
- 2007년 제11회 한국법학원 법학논문상
- 2005 제4회 철우언론법상 최우수 논문상